# Hodilje
Hodilje falu Horvátországban, Dubrovnik-Neretva megyében. Közigazgatásilag Stonhoz tartozik.

## Fekvése
Dubrovnik városától légvonalban 40, közúton 57 km-re északnyugatra, községközpontjától légvonalban 2, közúton 3 km-re északra, a Pelješac-félsziget délkeleti részén, a Malostonski-csatorna partján, a kis Života-szigettel átellenben fekszik.

## Története
Területe már az ókorban lakott volt. Az itt élt első ismert nép az illírek voltak, akik magaslatokon épített erődített településeken éltek és kövekből rakott halomsírokba temetkeztek. Illír erődített település állt egykor a Humac nevű magaslaton és egy további őrhely maradványa is megfigyelhető a határában. Az illírek i. e. 30-ig uralták a térséget, amikor Octavianus hadai végső győzelmet arattak felettük. A Római Birodalom bukása után Dalmácia a gótok, majd a Bizánci Birodalom uralma alá került.
A horvátok ősei a 7. században érkeztek erre a vidékre. A 14. században a Pelješac-félsziget a Raguzai Köztársaság része lett, mely 1333-ban vásárolta meg Kotromanić István bosnyák bántól. Ezután egészen a  18. század végéig a Raguzai Köztársasághoz tartozott. 1806-ban a térség a Raguzai Köztársaságot legyőző franciák uralma alá került, de Napóleon bukása után 1815-ben a berlini kongresszus a Habsburgoknak ítélte. A településnek 1857-ben 424, 1910-ben 440 lakosa volt. 1918-ban az új szerb-horvát-szlovén állam, majd később Jugoszlávia része lett. A második világháború után lakosságának száma a kivándorlás miatt fokozatosan csökkent. 1991-től a független Horvátországhoz tartozik. 2011-ben a 190 lakosa volt. A lakosság főleg osztriga tenyésztéssel, halászattal és mezőgazdasággal foglalkozott, kisebb részben a turizmusból élt.

## Népesség
| Lakosság változása | Lakosság változása | Lakosság változása | Lakosság változása | Lakosság változása | Lakosság változása | Lakosság változása | Lakosság változása | Lakosság változása | Lakosság változása | Lakosság változása | Lakosság változása | Lakosság változása | Lakosság változása | Lakosság változása | Lakosság változása |
| ------------------ | ------------------ | ------------------ | ------------------ | ------------------ | ------------------ | ------------------ | ------------------ | ------------------ | ------------------ | ------------------ | ------------------ | ------------------ | ------------------ | ------------------ | ------------------ |
| 1857               | 1869               | 1880               | 1890               | 1900               | 1910               | 1921               | 1931               | 1948               | 1953               | 1961               | 1971               | 1981               | 1991               | 2001               | 2011               |
| 424                | 474                | 333                | 344                | 404                | 440                | 391                | 391                | 379                | 368                | 297                | 292                | 216                | 201                | 214                | 190                |

(1857-ben és 1869-ben a szomszédos Luka lakosságát is ide számították.)

## Nevezetességei
- Keresztelő Szent János tiszteletére temploma[4] a 16. században épült, 1999-ben felújították. A templom a település délkeleti részén, a Mali Ston-csatorna felé ereszkedő domb lejtőjén található. Az épület nyugat-keleti tájolású, téglalap alaprajzú, téglalap alakú szentéllyel mely a főhajótól három lépcsővel van megemelve. A nyugati homlokzat egy egyszerű kőkeretes portállal rendelkezik, és egy kettős nyílású harangdúcban végződik. A keleti homlokzatot a szentély nagy kocka alakú tömbje határozza meg. A falak zártak, kivéve egy-egy ablakot a szentély északi és déli oldalán. A teljes beltér vakolt. A templom stílus- és alaktani elemzése alapján mai formájában 19. századra tehető.
- Kisboldogasszony templom
- Jézus szíve kápolna

## Gazdaság
A lakosság fő bevételi forrása a kagylótenyésztés mellett a halászat és a mezőgazdaság, kisebb részben a turizmus.